# 岡田正義
岡田 正義（おかだ まさよし、1958年5月24日 - ）は、東京都保谷市（現西東京市）出身の日本のサッカー審判員（元国際主審）。「正義」という名前から、一部サポーターは“ジャスティス”と呼ぶ。

## 来歴
中学校からサッカー部に入部し、東京都立久留米高等学校では主将。東洋大学工学部電気工学科に入学後は工学部体育会蹴球部に所属していたが1977年、4級審判員資格を取得し、選手から審判員へと転向する。
卒業後は日本ビジネスコンサルタントに入社するが審判員活動のため国分寺市役所環境部へ転職。
1986年には1級審判員資格を取得し、日本リーグなどのトップリーグで笛を吹く。Jリーグが開幕した1993年には国際主審に登録され、1998年のフランスワールドカップ、イングランド対チュニジア戦をはじめ、多くの国際試合で主審を務めた。
2002年には、上川徹とともに日本サッカー協会（JFA）認定のスペシャルレフェリー（SR、現プロフェッショナルレフェリー：PR）第1号となった。
また、1997年・2002年・2007年には、Jリーグ優秀主審賞を受賞した。
岡田は2008年に50歳を迎えたが、JFAが2007年にサッカー審判員の50歳定年制を撤廃したことにより、2009年もJリーグの主審としてピッチに立つことになり、同年5月9日のJ1第11節・大分トリニータ-横浜F・マリノス戦（@九州石油ドーム）で初のJ/J1リーグ戦で主審担当300試合を達成した。
2010年11月18日、日本サッカー協会審判委員会に対しシーズン限りでの現役引退を申し入れ。12月4日、サッカー協会より正式に引退が発表された。

## 問題となった主な判定
- 2001年12月2日、J1チャンピオンシップジュビロ磐田-鹿島アントラーズ戦

PKで磐田が1点リードした前半37分、鹿島のフリーキックの際に、ペナルティエリア内で福西崇史が鈴木隆行を投げ飛ばした。その際に鈴木の手がボールに当たったため、この試合の主審であった岡田は鈴木に警告を提示。鈴木は2枚目の警告となり退場となった。しかし、鈴木を投げ飛ばした福西はカードどころか、ファウルのペナルティすら与えず、試合終了後に鹿島サポーターと磐田サポーターが小競り合いを起こし、判定に不満を持った両チームのサポーターがグラウンドになだれ込みそうになる事態となった。鈴木のイエロカードは誤審であり、福西に一発レッドを提示するべきではなかったかと、試合後に当時のチェアマンからも批判される異例の事態となった。この誤審の影響で、岡田はこのシーズンはこの試合以降笛を吹くことはなかった。
- 2005年3月5日、J1第1節開幕戦の 横浜F・マリノス-ジュビロ磐田戦

両チーム無得点の0-0で迎えた後半のロスタイム、磐田は名波浩のフリーキックを福西崇史がゴールに押し込むが、ボールは明らかに福西の右手に当たってゴール内に入っており、本来なら得点としては認められないはずのものであった。しかし、この試合の主審であった岡田は副審に確認を取った上で、この得点を有効と判定。横浜Mの執拗な抗議も実らず、結局試合は1-0で磐田が勝利した。3月8日に行われた審判委員会でビデオ検証を行った結果、中澤佑二との競り合いの中で福西がボールが見えない状況であり意図的なハンドではなかったとの判断でこのゴールは有効と認められた。
- 2008年5月17日、J1第13節 浦和レッズ-ガンバ大阪戦

前半44分のスローインの判定がG大阪ボールとなり（ビデオで確認すると浦和ボールであるが、主審・副審から遠い位置でのプレーであり明確にジャッジしなかった）、これが2点目のプレーへとつながって試合は3-2でG大阪が勝利した。しかし、この試合終了後に両チームの選手が小競り合いを起こし、また両チームのサポーターも物を投げ合うなどの騒動に発展したことも相まり、この試合のレフェリングが話題を呼んだ。
なお、この試合のレフェリングに対する週刊サッカーダイジェストと週刊サッカーマガジンの採点はそれぞれ「3.5」「4.5」であった（採点は10点満点で、5.5～6.0がおおむね及第点とされる）。
- 2008年12月6日、J1第34節 東京ヴェルディ-川崎フロンターレ戦

前半26分、川崎側のコーナーキックのこぼれ球をクリアした福西崇史が寺田周平に腕を当てたことで一発退場となり、川崎にPKが与えられた判定（なお、キッカーのジュニーニョはPKを失敗）。これは、ボールを蹴る際に寺田の胸付近を腕で打ったことが乱暴な行為と判断されたものであった。
福西の退場後、東京Vは60分余りを10人で戦ったが0-2で敗れ、J1復帰から1年でのJ2降格が決定した。また、福西にとってはこの試合プレーが現役最後のプレーとなった。
- 2009年9月12日、J1第25節 鹿島アントラーズ-川崎フロンターレ戦

後半29分に降雨によるピッチコンディション不良のため試合を途中で打ち切ってそのまま中止とした。この試合は首位鹿島と2位川崎の直接対決で川崎が3-1と優位に試合を進めていた。Jリーグでは落雷以外に天候を理由とする試合中止の前例がなかったので、なぜ中止にしたのかという疑問が出た（海外では降雪、停電などで延期、サスペンデッドの前例はある）。同年10月7日に3-1の川崎のリードの場面から再開する形で試合をやり直した。
この件に関して、後にスカパー!で放送された「レフェリー座談会」という番組で、選手が安全にプレーできるコンディションでなかったことと、海外では豪雨での中止の前例があるため中止にしたと語った。

## 決勝担当
| 開催年月日     | 大会                                    | 対戦カード         | 対戦カード             | 結果        | 会場                   | 担当 |
| -------------- | --------------------------------------- | ------------------ | ---------------------- | ----------- | ---------------------- | ---- |
| 1994年1月1日   | 第73回天皇杯全日本サッカー選手権大会    | 鹿島アントラーズ   | 横浜フリューゲルス     | 2-6         | 国立競技場             | 主審 |
| 1996年1月1日   | 第75回天皇杯全日本サッカー選手権大会    | 名古屋グランパス   | サンフレッチェ広島     | 3-0         | 国立競技場             | 主審 |
| 1997年1月1日   | 第76回天皇杯全日本サッカー選手権大会    | サンフレッチェ広島 | ヴェルディ川崎         | 0-3         | 国立競技場             | 主審 |
| 1997年12月6日  | 1997Jリーグサントリーチャンピオンシップ | ジュビロ磐田       | 鹿島アントラーズ       | 3-2         | ジュビロ磐田スタジアム | 主審 |
| 1998年1月1日   | 第77回天皇杯全日本サッカー選手権大会    | 鹿島アントラーズ   | 横浜フリューゲルス     | 3-0         | 国立競技場             | 主審 |
| 1998年7月19日  | 1998 Jリーグヤマザキナビスコカップ      | ジュビロ磐田       | ジェフユナイテッド千葉 | 4-0         | 国立競技場             | 主審 |
| 1998年11月21日 | 1998Jリーグサントリーチャンピオンシップ | ジュビロ磐田       | 鹿島アントラーズ       | 1-2         | 国立競技場             | 主審 |
| 1999年1月1日   | 第78回天皇杯全日本サッカー選手権大会    | 横浜フリューゲルス | 清水エスパルス         | 2-1         | 国立競技場             | 主審 |
| 1999年12月11日 | 1999Jリーグサントリーチャンピオンシップ | 清水エスパルス     | ジュビロ磐田           | 2-1 (PK2-4) | 日本平スタジアム       | 主審 |
| 2000年1月1日   | 第79回天皇杯全日本サッカー選手権大会    | 名古屋グランパス   | サンフレッチェ広島     | 2-0         | 国立競技場             | 主審 |
| 2000年12月9日  | 2000Jリーグサントリーチャンピオンシップ | 鹿島アントラーズ   | 横浜F・マリノス        | 3-0         | 国立競技場             | 主審 |
| 2001年3月3日   | ゼロックススーパーカップ 2001           | 鹿島アントラーズ   | 清水エスパルス         | 0-3         | 国立競技場             | 主審 |
| 2001年12月2日  | 2001Jリーグサントリーチャンピオンシップ | ジュビロ磐田       | 鹿島アントラーズ       | 2-2         | 静岡スタジアムエコパ   | 主審 |
| 2003年1月1日   | 第82回天皇杯全日本サッカー選手権大会    | 鹿島アントラーズ   | 京都パープルサンガ     | 1-2         | 国立競技場             | 主審 |
| 2004年3月6日   | ゼロックススーパーカップ 2004           | 横浜F・マリノス    | ジュビロ磐田           | 1-1 (PK2-4) | 国立競技場             | 主審 |
| 2004年12月5日  | 2004Jリーグサントリーチャンピオンシップ | 横浜F・マリノス    | 浦和レッズ             | 1-0         | 横浜国際総合競技場     | 主審 |

## 著書
- 『ジャッジをくだす瞬間 サッカーをコントロールするのはレフェリーだ』（講談社、ISBN 978-4062103626）